# Чигиринська Ольга Олександрівна
Чигиринська (Брильова), Ольга Олександрівна (7 жовтня 1976, Кривий Ріг, УРСР) — українська письменниця, публіцист. Пише російською та українською мовами. Мешкає у Дніпрі.

## Проза
- «Ваше Благороддя» («Ваше Благородие», 1999, альтернативна історія) — сиквел книги Василя Аксьонова «Острів Крим». У 2001 році вийшла у видавництві «Фоліо» в значно скороченому вигляді (варіант «Б», ISBN 5-17-009132-X, ISBN 966-03-1361-6) порівняно з варіантом «А», виданим у 2010 році під псевдонімом Олег Чигиринський у двох книгах — «Пані фортуно» («Госпожа удача», ISBN 978-5-9942-0575-4) і «Пані перемого» («Госпожа победа», ISBN 978-5-9942-0613-3). У 2014 році вийшов ще більш скорочений і перероблений варіант (фактично, кіноповість) під назвою «Операція „Острів Крим“» («Операция „Остров Крым“», ISBN 978-966-03-7034-0).
- «По той бік світанку» («По ту сторону рассвета», 2001, під псевдонімом «Берен Белгаріон», фентезі, в двох книгах) — епічний фанфік за мотивами толкінівського «Сильмариліону» (ISBN 5-699-01648-1, ISBN 5-699-01649-X).
- «Серце меча» («Сердце меча», 2006, космічна опера, ISBN 5-91134-042-9). Закінчення дилогії: «Дім ворохобності» («Мятежный дом», 2013). Приквел «Врятований», 2008 та сиквел «Над рікою правди», 2016 українською мовою.
- «В годину, коли місяць зійде» («В час, когда луна взойдёт», 2009, у співавторстві з Катериною Кінн та Анною Оуен, в двох книгах — містичний трилер про вампірів (ISBN 978-5-9717-0836-0, ISBN 5-9717-0852-X). У 2011 році перевидано в переробленій редакції під колективним псевдонімом Олександр Ян та назвою «Партизани Місяця» («Партизаны Луны», ISBN 978-5-699-48874-2). Спін-оф Чигиринської «Контролер» («Контроллер») у збірці «Фантастический детектив-2014» (ISBN 978-5-17-083628-4).
- «Залізна богиня милосердя» (Iron Goddness of Compassion, 2012, новела. У збірці «Futuristica: Volume 2», ISBN 1-939120-08-X; також La Déesse de fer de la Compassion у збірці «Le Pont Arc-en-Ciel», ISBN 979-10-94441-72-5).
- «Зникнення Северина Рибалки» (2025, у співавторстві з Арсенієм Брильовим, нуарний детектив, ISBN 978-617-779247-4).

## Публіцистика
- «Нема нічого прекраснішого за смерть» («Ничего нет прекраснее смерти»). Ессе. В книзі Кетрін Патерсон «Міст в Терабітію» видавництва «Нарнія», 2003 (ISBN 978-5-901975-03-9) та 2007 (ISBN 978-5-901975-53-4)
- «Християнство: складні питання» («Христианство: трудные вопросы», 2003). У співавторстві з Сергієм Худієвим та Михайлом Логачевим. ISBN 5-94880-002-4.
- «Християнство» (2013, ISBN 978-966-575-216-5), також російською мовою («Христианство», 2012, ISBN 978-966-03-5791-4). У співавторстві з Олегом Дорошенком.

## Переклади
- Кентаро Міура. Берсерк. Книги 1-2. Эксмо, 2010 (з японської) ISBN 978-5-699-42625-6, ISBN 978-5-699-43218-9
- Басё. Харків: Фоліо, 2011. (з японської) ISBN 978-966-03-5599-6.
- Озорные хокку. Харків: Фоліо, 2011. (Кобаясі Ісса, з японської) ISBN 978-966-03-5600-9.
- Предсмертные стихи самураев. (з японської) Харьков: Фолио, 2012. ISBN 978-966-03-5807-2

## Кіносценарії
- «Сие есть тело… Доктор Пирогов» (у співавторстві з Іваном Дяченком, т/к «Сретение», 2013).
- «Арестант матёрый и монах бывалый. Архимандрит Павел (Груздев)» (у співавторстві з Іваном Дяченком, т/к «Сретение», 2014).
- «Володимирська, 15» (телесеріал, співавторство). Т/к ICTV, 2016.
- «Кримінолог» (телесеріал, співавторство). Т/к ICTV, 2016.
- «Майор і магія» (телесеріал, співавторство). FILM.UA Group, 2016.[3]

## Літературознавство
В статті «„Проблема жанру“ стосовно фантастики», користуючись методологією Бахтіна, робить спробу визначити межі й характерні риси фантастики як літературного жанру за допомогою поняття фантастичного хронотопу, а також «автологічного слова». Стаття отримала 3-ю премію за найкращу критику, публіцистику та літературознавство на харківському Міжнародному фестивалі фантастики «Зоряний міст»-2009.